# Підпільний стендап
Підпільний стендап (англ. Underground Stand Up) — український стендап-проєкт, створений у 2015 році. На початку стендапери виступали у таємних локаціях, «андеграундних» місцях, у квартирах, антикафе, гаражах або в підвалах, що й дало назву проєкту. Проєкт має власний стендап-клуб у Києві, виступає ще у 12 локаціях щомісяця та їздить турами по Україні та Європі.

## Формати шоу
- «Стендап у бункері» або «Стендап-комедія» — класичний формат, де коміки розказують свій стендап.
- «Майже Інтелектуальне Шоу» — це класичний формат «QI» у новій інтерпретації, де коміки відповідають на інтелектуальні питання ведучого — правильно або смішно.
- «Підпільні розгони» — шоу, де коміки придумують актуальні теми та смішно «розганяють» їх[5].
- «Королі крінжу» — команда з чотирьох стендаперів розігрує комедійні етюди та дає глядачам відчути радість та «іспанський сором».
- «Підпільний кіноклуб» — шоу, де коміки обговорюють культові фільми та їх сюжет, доповнюючи смішними теоріями, думками та жартами[5].
- «Підпільний подскаст» — класичний подкаст, де ведучі спілкуються між собою або з гостем.
- «Подкаст на цвяхах» — шоу, в якому ведучий Свят Загайкевич та його гість намагаються вести діалог, стоячи на цвяхах.
- «Благодійні стріми» — благодійні стрими для збору коштів на потреби ЗСУ[6].
- «Загони» — психологічно-розвантажувальне шоу, де стендап-коміки разом з психотерапевтом обговорюють психологічні проблеми.

## Благодійна діяльність
На початку повномасштабного вторгнення команда разом зі Святом Загайкевичем та постійними учасниками «Підпільного стендапу» — Сергієм Ліпком, Настею Зухвалою, Антоном Стенюком та Юрою Коломійцем — вирішили збирати донати на потреби армії, залишаючи в описі посилання на благодійний фонд «Повернись живим» і заохочували людей скинути хоч кілька гривень. Потім коміки почали збирати благодійні внески меншим фондам і залучати глядачів до локальних зборів. Коміки «Підпільного стендапу» виступали із сольниками на користь ЗСУ в Жовтневому палаці.
Станом на серпень 2022 року вдалося провести більше сотні прямих етерів, які допомогли зібрати кошти на потреби армії. Окрім стримів, стендапери з квітня 2022 року проводять вечірки, 20 % прибутку з яких перераховують різним фондам. Також, з деяких спеціалізованих заходів, навіть 100 % йде на ЗСУ, а для військових надаються безкоштовні квитки на стендап-концерти «Підпільного стендапу».
19 серпня 2023 клуб спільно з компанією N-iX та фонд «Повернись живим» організував подію IT is Fine: «Підпільний стрім XXL», на якій вдалося зібрати 4 709 620 гривень на закупівлю 400 рацій для Сил оборони України.
За 2024 рік резедентами «Підпільного стендапу» на потреби ЗСУ було зібрано 31,7 млн грн.

## Резиденти
- Ганна Кочегура
- Антон Стенюк — постійний учасник шоу «Королі крінжу».
- Антон Сенін
- Антон Тимошенко — постійний комік у шоу «Загони».
- Артур Петров
- Настя Зухвала — постійна комікесса у шоу «Загони».
- Василь Байдак
- Нікіта Трандафілов
- Джейхун Сафаров
- Евгеній Гераскін (дядя Женя)
- Евген Коротков
- Єгор Шатайло
- Катерина Федоркова
- Лана Чубаха
- Олександр Жипецький
- Олександр Качура
- Свят Загайкевич — засновник «Підпільного стендапу», організатор, один з ведучих «Майже інтелектуального шоу», «Подкасту на цвяхах», «Підпільного подкасту» та постійний учасник шоу «Королі крінжу».
- Світлана Немонежина
- Слава Ніконоров — постійний учасник шоу «Королі крінжу».
- Сергій Ліпко
- Сергій Чирков
- Сергій Степанисько
- Юрій Коломієць — ведучий «Підпільного кіноклубу».

## Учасники шоу від Підпільного стендапу
- Сергій Гусак («Ницо Потворно») — співведучий «Підпільного подкасту».[11]
- Констянтин Трембовецький — участник різноманітних форматів від Підпільного стендапу.
- Олександр Авдєєв — психотерапевт у шоу «Загони».